# Стовпин (Золочівський район)
Сто́впин —  село в Україні, в Золочівському районі Львівської області. Населення становить 227 осіб. Орган місцевого самоврядування - Буська міська рада. В селі є дерев'яна церква Різдва Пр. Богородиці 1700.

## Населення

### Мова
Розподіл населення за рідною мовою за даними перепису 2001 року:
| Мова       | Кількість | Відсоток |
| ---------- | --------- | -------- |
| українська | 227       | 100%     |